# Povija
Povija (cyr. Повија) – wieś w Czarnogórze, w gminie Nikšić. W 2011 roku liczyła 59 mieszkańców.